# Las Ratitas
Las Ratitas és un canal de YouTube en castellà protagonitzat per Gisele i Claudia Itarte, dues nenes catalanes de 7 i 8 anys, i gestionat pels seus pares, que també són creadors de contingut. A dades de gener de 2021, tenien més de 22 milions de subscriptors, convertint-se així en el quart canal de YouTube amb més seguidors de tot l'estat espanyol. El canal se centra principalment en joguines, maquillatge, discoteques i festes.
El febrer de 2019, la Fiscalia de Menors de Barcelona va iniciar una actuació d'ofici i va començar a investigar el contingut del canal després que el Consell de l'Audiovisual de Catalunya (CAC), que poc abans va fer un informe en el que va assenyalar el canal com un dels que «reproduïen estereotips de gènere negatius» i «instrumentalització» als menors d'edat, l'ONG Save the Children i el ex-defensor del Menor de la Comunitat de Madrid, Javier Urra, haguessin demanat la seva intervenció.
A mitjans de desembre de 2019, Las Ratitas va ser un dels 15 canals denunciats pel CAC per «publicitat encoberta» de, principalment, joguines, dirigida a infants i adolescents.